# جنبش برادری باربران ماشین‌خواب

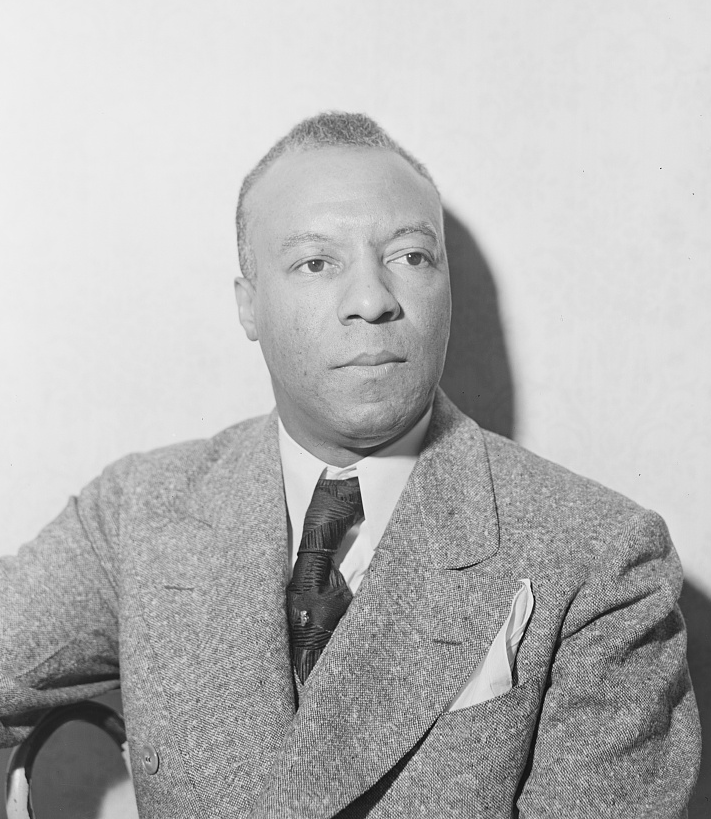
بنیانگذار جنبش برادری باربران ماشین‌خواب ای. فیلیپ راندولف، چهره اصلی اتحادیه، همان‌طور که در سال ۱۹۴۲ ظاهر شد.

جنبش برادری باربران ماشین‌خواب (به انگلیسی: Brotherhood of Sleeping Car Porters) یا (BSCP) که در سال ۱۹۲۵ تأسیس شد، اولین سازمان کارگری بود که به رهبری آفریقایی-آمریکایی‌ها برای به‌دست آوردن منشور در فدراسیون کارگری آمریکا (AFL) بود. BSCP اعضا خود را از ۱۸۰۰۰ کارگر مهاجر در کشورهای کانادا، ایالات متحده و مکزیک جمع‌آوری کرد. در نتیجه کاهش حمل و نقل ریلی در دهه ۱۹۶۰، عضویت در BSCP به سرعت کاهش یافت. این جنبش در سال ۱۹۷۸ با اتحادیه راه‌آهن و شرکت هواپیمایی (BRAC)، که اکنون اتحادیه بین‌المللی ارتباطات حمل و نقل شناخته می‌شود، ادغام شد.
رهبران BSCP از جمله ای. فیلیپ راندولف، بنیانگذار و رئیس اول جنبش، و سی ال دلامس، معاون رئیس و دومین رئیس بودند. این جنبش ابتدا بر جنبش حقوق مدنی و در ادامه و پس از آن بر روی ریشه کن کردن جدایی سیاه‌پوستان در جنوب ایالات متحده آمریکا تمرکز کرد.

## شرکت پولمن

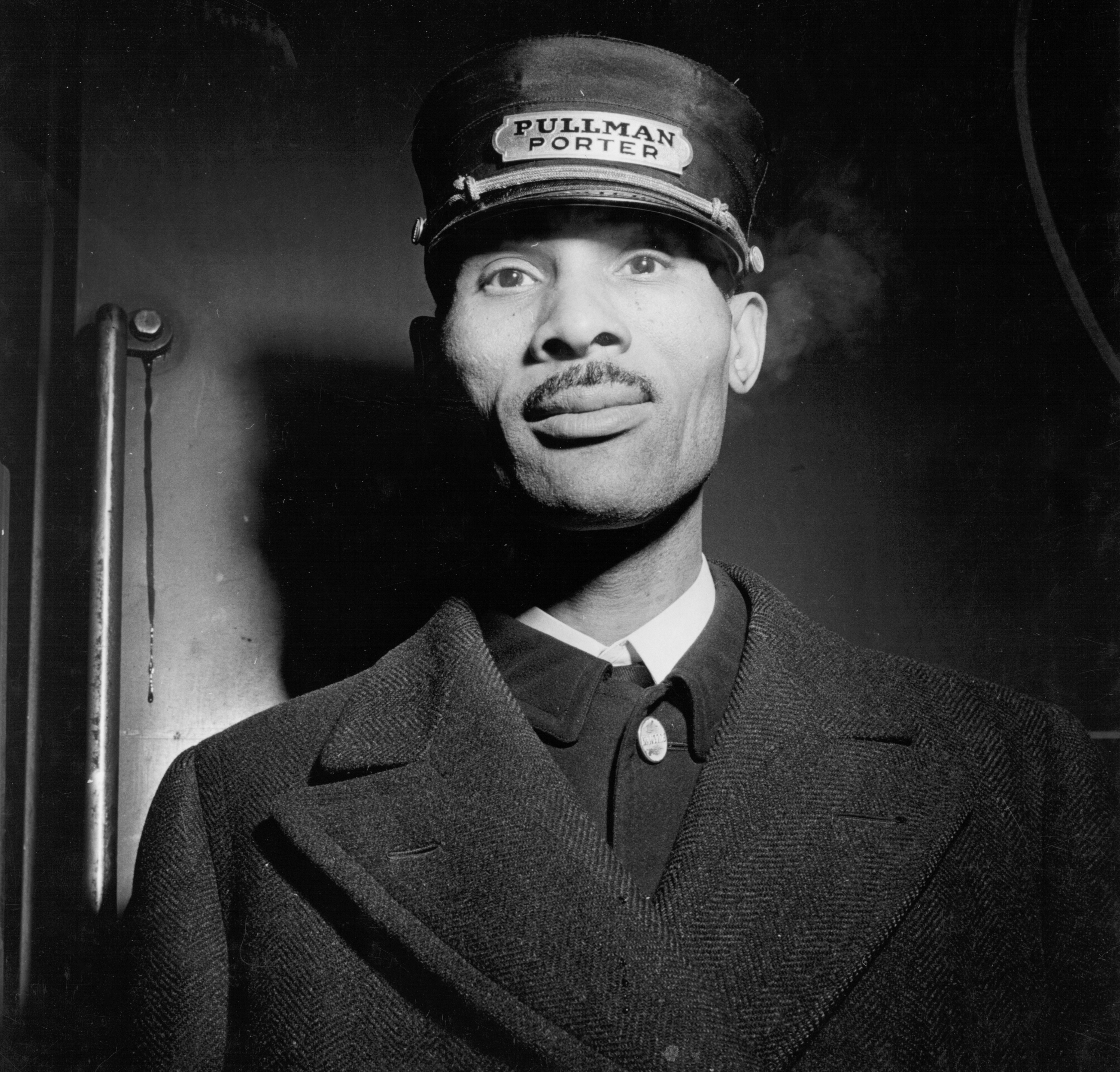
پولمن پورتر، که در سال ۱۹۴۳ در شیکاگو عکس گرفت.

در دهه ۱۹۲۰ و ۱۹۳۰ شرکت پولمن یکی از بزرگترین کارفرمایان سیاهپوستان بود و تصویری از خود همراه با خیرخواهی روشنفکرانه از طریق حمایت مالی از کلیساهای سیاهان، روزنامه‌ها و دیگر سازمان‌ها ایجاد کرد. جورج پولمن، بنیانگذار این شرکت بود.
با این حال، کار کردن برای شرکت پولمن، در عمل سخت‌تر از آن بود که به نظر می‌آمد.
در دهه اول قرن بیستم این شرکت با هرگونه تلاش برای سازمان دهی را با انزوا یا شلیک به رهبران اتحادیه مقابله کرد. همانند بسیاری دیگر از شرکت‌های بزرگ آن دوران، این شرکت برای کنترل بر کارکنان خود جاسوس استخدام کرد و در موارد شدید، عوامل شرکت به سازمان دهندگان اتحادیه حمله کردند.
در ۲۵ مارس ۱۹۲۵ هنگامی که ۵۰۰ تن از دستفروشان در هارلم ملاقات کردند، آنها تصمیم گرفتند برای سازماندهی اتحادیه تلاش دیگری انجام دهند. آنها مخفیانه کمپین خود را راه اندازی کردند، اتحادیه این شعار را برای نشان دادن خشم خود علیه شرایط کاری انتخاب کرد: «مبارزه یا بردگی».

## برای مطالعهٔ بیشتر
- Lyn Hughes, An Anthology of Respect:The Pullman Porters National Historic Registry of African American Railroad Employees Chicago: Hughes Peterson Publishing, 2007.
- Paula F.A. Pfeffer, Philip Randolph: Pioneer of the Civil Rights Movement. Baton Rouge, Louisiana: Louisiana State University Press, 1990.
- Jack Santino, Miles of Smiles, Years of Struggle: Stories of Black Pullman Porters. Urbana, Illinois: University of Illinois Press, 1989.
- Larry Tye, Rising from the Rails: Pullman Porters and the Making of the Black Middle Class. New York: Macmillan, 2005.